# Der deutsche Vortrupp. Gefolgschaft deutscher Juden
Der deutsche Vortrupp. Gefolgschaft deutscher Juden war ein nationaldeutscher Verein jüdischer Deutscher, die dem Nationalsozialismus positiv gegenüberstanden. Er wurde im Februar 1933 von dem Religionshistoriker Hans-Joachim Schoeps gegründet und im Dezember 1935 zwangsaufgelöst.

## Wirken

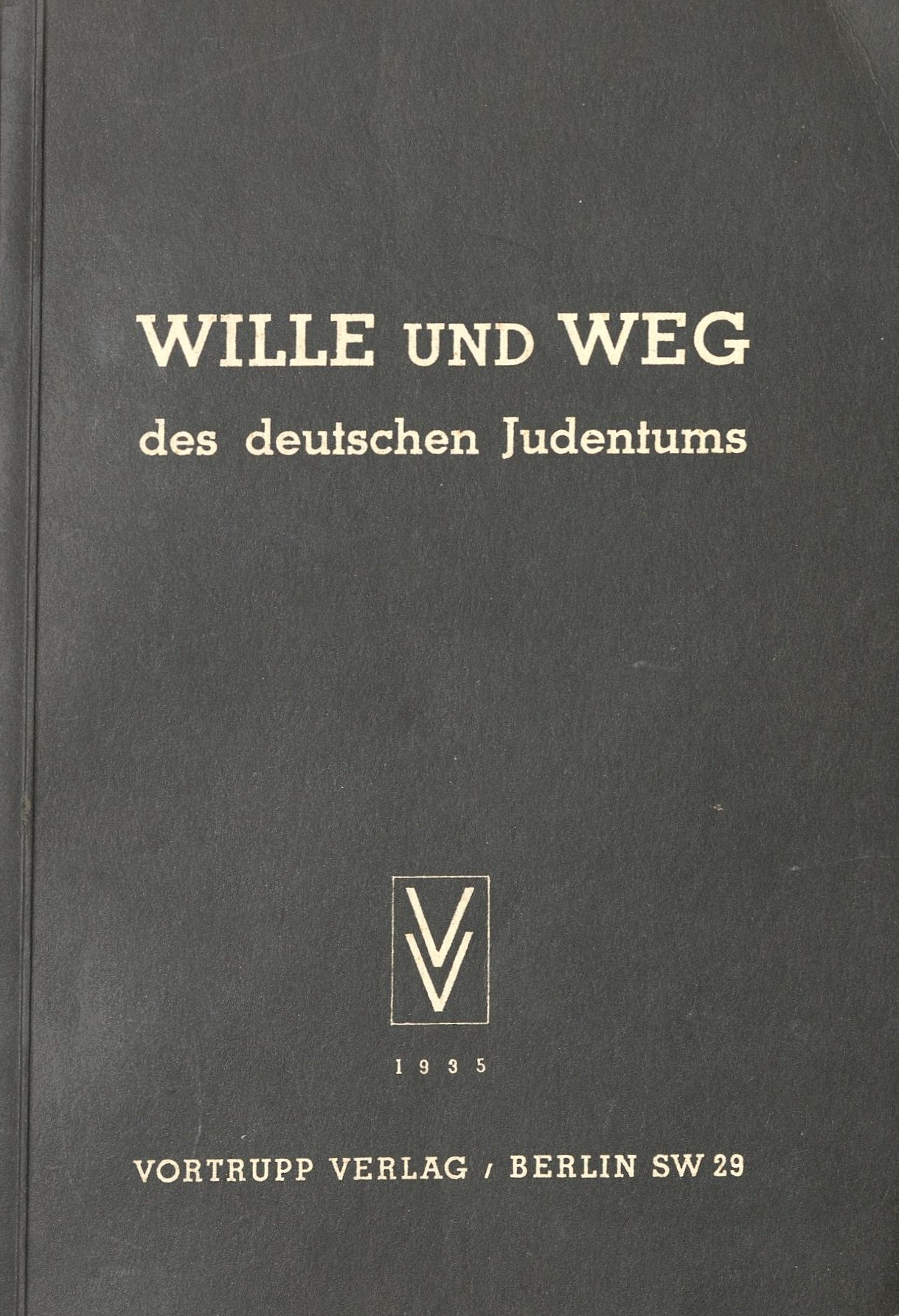
Wille und Weg des deutschen Judentums (1935)

Für den Historiker Matthias Hambrock war der Vortrupp ein „kleiner, fast esoterischer Verein“, der „fast nur aus ‚Köpfen‘“ bestand, wie es in einem Bericht der Gestapo hieß; ihm gehörten „vorzugsweise Jugendliche fortgeschrittenen Alters mit akademisch-intellektuellen Interessen“ an. Hambrock ordnet ihn in die Jugendbewegung ein.
Das Vereinsblatt war Der Deutsche Vortrupp: Blätter einer Gefolgschaft Deutscher Juden; darin schrieb Schoeps u. a.: „Der Nationalsozialismus rettet Deutschland vor dem Untergang; Deutschland erlebt heute seine völkische Erneuerung.“ Er forderte eine „Beschleunigung der unbedingt notwendigen Trennung von deutschen und undeutschen Juden sowie Erfassung aller deutschbewußten Juden unter einheitlicher autoritärer Führung bei möglichster Umgehung der alten Organisationen“.
Das Biographische Handbuch der deutschsprachigen Emigration nach 1933 bis 1945 ist der Ansicht, dass ein Cousin Schoeps’, Heinz Georg (Salomon) Frank (geboren 1911 in Berlin, gestorben 1967 in Winnipeg), ein Jurist, ebenfalls Mitglied des Vortrupps gewesen sei. Er publizierte 1938 eine Schrift über jüdische Erziehung. Im selben Jahr emigrierte er nach Kanada. Das gelang ihm durch Täuschung der dortigen Behörden, indem er sich als Landwirt verpflichtete, eine Tätigkeit, die er nominell von 1938 bis 1943 ausgeübt hat. Tatsächlich besaß er jedoch keine Kenntnisse auf dem Gebiet der Landwirtschaft. Später ist er ein umtriebiger Funktionär in verschiedenen kanadisch-jüdischen Vereinen gewesen.